# Alicja Kaczmarek
Alicja Kaczmarek (30 de septiembre de 2002) es una deportista de Polonia que compite en atletismo. Ganó una medalla de plata en el Campeonato Mundial de Atletismo Sub-20 de 2021, en la prueba de 4 × 400 m mixto.